# يوسف أحمد (لاعب كرة قدم قطري)
لعب كرة قدم قطري من اصول صوماليه يلعب حالياً في نادي البدع القطري
يوسف أحمد محمد ولد في 14 أكتوبر، 1988 م وهو لاعب قطري .
لعب مع نادي السد وانتقل إلى العربي في عام 2015 و انتقل إلى نادي الخور مطلع عام 2018 و أعير إلى نادي الشمال في صيف 2018 و أعير إلى نادي أم صلال عام 2019 و بعدها لعب مع نادي البدع.
سجل 3 اهداف في دوري ابطال آسيا
هدفين في الاهلي السعودي
هدف في الجزيرة الإماراتي
5 اهداف في النصر السعودي 2007
وله شقيق يلعب في نادي لخويا القطري ويلعب مهاجم عادل أحمد
انتقل يوسف إلى نادي قطر القطري اعارة لموسم وسجل له 4 اهداف
وعاد إلى نادي السد ولكن لا يشارك بسبب امتلاك النادي للعديد من المهاجمين وأيضا ساهم في فوز المنتخب القطري على المنتخب الصيني بتسجيله هدفين في كاس آسيا 2011 في قطر من أفضل الاهداف وصنف أحد اهدافه كأفضل هدف في البطولة
مثل منتخب قطر في تصفيات العالم وسجل هدف وحييد في الصين

## روابط خارجية
- يوسف أحمد على موقع الاتحاد الدولي (مؤرشف)  (الإنجليزية)
- يوسف أحمد على موقع قاعدة بيانات كرة القدم.إي يو (الإنجليزية)
- يوسف أحمد على موقع ناشيونال فوتبول تيمز (الإنجليزية)
- يوسف أحمد على موقع عالم كرة القدم.نت (الإنجليزية)